# Pilar Allué Blasco
Pilar Allué Blasco (València, 1961) és una policia i criminòloga valenciana, subdirectora general de Recursos Humans i Formació de la Policia espanyola des de 2018. Tercera en l'escalafó jeràrquic, va esdevenir la primera dona que va ocupar un lloc de subdirecció en aquest cos policíac.

## Trajectòria
Es va llicenciar en Geografia i Història i Criminologia. El 1980, quan tenia 19 anys, va ingressar com a inspectora al Cos Superior de Policia, com es denominació que tenia aleshores. Aquell any va accedir a la segona promoció en la qual es permetien dones, si bé aquestes només eren acceptades en l'escala executiva (en l'escala bàsica les dones van haver d'esperar fins a 1985). El seu primer destí va ser els Serveis d'Informació de la comissaria de l'Hospitalet de Llobregat, al Barcelonès.
El 1983 va canviar de destinació, incorporant-se a la Policia Judicial de València. El 1989, sis anys més tard, es va fer càrrec del departament d'Atenció a la dona. El 1991 es va convertir en la primera inspectora en cap de la corporació i el 1997 en la primera comissària. Aquell mateix any, la Direcció General de la Policia espanyola la va traslladar a les Illes Balears, on va exercir com a cap d'Informació de la demarcació.
El 2007 va trencar el sostre de vidre de nou i va aconseguir ser la primera dona designada per a exercir el comandament de cap superior d'una comunitat autònoma i convertir-se en la màxima autoritat policial de Cantàbria.
El 13 de gener de 2012 va ser la primera dona a accedir a càrrecs de la cúpula de la Policia espanyola després de ser nomenada comissària general de la Policia Científica per Ignacio Cosidó, director general del cos de policia. Cinc mesos després, el seu ascens va ser ratificat al màxim rang professional del cos, el de comissària principal, i esdevenir una vegada més, la primera dona que va obtenir aquest nivell professional.
L'any 2017 el seu nom va ser proposat per Ignacio Cosidó per a substituir Eugenio Pino, fins aleshores director adjunt operatiu (DAO), i superior jeràrquic d'Allué, qui no va comptar amb ella en el seu cercle de treball i que va acabar esquitxat per escàndols interns i de corrupció. Però finalment, Juan Ignacio Zoido, ministre de l'Interior espanyol, no es va decidir a prendre aquesta decisió avançada. Un any més tard, el nou titular del ministeri, Fernando Grande-Marlaska, la va triar per estar al capdavant de la Subdirecció General de Recursos Humans i Formació.
Durant els anys 2010 va ser una habitual dels fòrums de defensa de la dona, entre d'altres, la celebració del 25è aniversari de la incorporació de les dones al cos. Allúe va opinar que aquesta incorporació és un procés natural associat a la presència, cada vegada més gran, de les dones en tots els espais professionals, de la qual resulta que progressivament vagin arribant als alts càrrecs de les seves institucions i organitzacions.
L'11 d'abril de 2020 va integrar el Comitè Tècnic de Gestió de la COVID-19 del Govern espanyol després que el sotsdirector general de Logística i Innovació, el comissari principal José García Molina, mostrés alguns símptomes de la malaltia, el que li va obligar a aïllar-se preventivament.

## Reconeixements
Compta amb tres medalles al mèrit, tres creus blanques, i ha rebut gairebé un centenar de felicitacions públiques.
El 2018 va ser destacada per l'Institut de la Dona i Igualtat d'Oportunitats del Govern d'Espanya com a «dona referent» a la primera edició d'aquests reconeixements, com a referent i pionera en l'accés a alts càrrecs del cos de policia.